# Quận Haskell, Texas
Quận Haskell (tiếng Anh: Haskell County) là một quận trong tiểu bang Texas, Hoa Kỳ. Quận lỵ đóng ở thành phố Haskell1. Theo kết quả điều tra dân số năm  2000 của Cục điều tra dân số Hoa Kỳ, quận có dân số 6093 người.